# Марбах-ан-дер-Донау
Марбах-ан-дер-Донау (нем. Marbach an der Donau) — ярмарочная коммуна (нем. Marktgemeinde) в Австрии, в федеральной земле Нижняя Австрия. 
Входит в состав округа Мельк.  Население составляет 1680 человек (на 31 декабря 2005 года). Занимает площадь 10,65 км². Официальный код  —  31522.

## Политическая ситуация
Бургомистр коммуны — Антон Грубер (СДПА) по результатам выборов 2005 года.
Совет представителей коммуны (нем. Gemeinderat) состоит из 19 мест.
- СДПА занимает 10 мест.
- АНП занимает 9 мест.